# Imdr Regio (quadrangle)

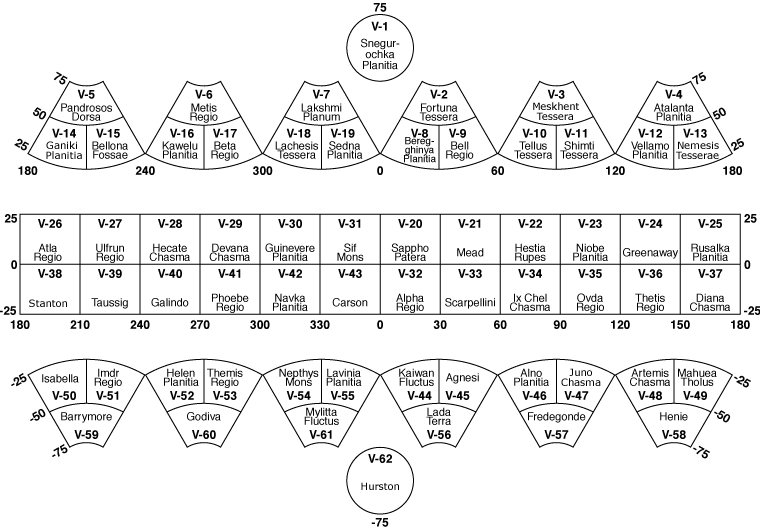
Quadrangles op Venus op schaal 1 : 5.000.000

Imdr Regio (V–51; breedtegraad 25°–50° S, lengtegraad 210°–240° E) is een quadrangle op de planeet Venus. Het is een van de 62 quadrangles op schaal 1 : 5.000.000. Het quadrangle werd genoemd naar de gelijknamige regio die op zijn beurt is genoemd naar Imdr, een van de negen dochters van de zeereus Aegir uit de Noordse mythologie.

## Geologische structuren in Imdr Regio
Chasmata
- Olapa Chasma

Dorsa
- Achek Dorsa
- Sogbo Dorsa
- Tinianavyt Dorsa

Fluctus
- Mert Fluctus

Inslagkraters
- Alima
- Boyd
- Clara
- d'Este
- Inira
- Inkeri
- Odikha
- Sandel
- Sirani
- Sovadi
- Stowe
- Yelya
- Yonsuk

Linea
- Thaukhud Linea

Montes
- Idunn Mons

Planitiae
- Helen Planitia
- Wawalag Planitia

Regiones
- Imdr Regio